# Кэдмен, Джон
Джон Фрэнк Кэдмен (англ. John Frank Cadman, 27 марта 1934, Колчестер, Эссекс, Англия, Великобритания) — английский и британский крикетист и хоккеист (хоккей на траве), нападающий.

## Биография
Джон Кэдмен родился 27 марта 1934 года в британском городе Колчестер в Англии.
Играл в хоккей на траве за «Бёри Сент-Эдмундс», сборные Эссекса и Англии.
В 1964 году вошёл в состав сборной Великобритании по хоккею на траве на Олимпийских играх в Токио, поделившей 9-10-е места. Играл на позиции нападающего, провёл 5 матчей, забил 2 мяча в ворота сборной Южной Родезии.
В 1965—1966 годах играл за Суффолк в крикет, в том числе в первенстве малых графств.